# Léonce Quentin
Léonce Quentin (n. 16 februarie 1880, Chartres, Centre-Val de Loire, Franța – d. 1 decembrie 1957, Vincennes, Seine, Franța) a fost un arcaș ce a reprezentat Franța, medaliat olimpic. A participat la o ediție a Jocurilor Olimpice (1920) în care a câștigat 3 medalii de argint și o medalie de bronz.